# Gerhard Geyer
Gerhard Geyer (* 8. Mai 1907 in Halle (Saale); † 9. April 1989 in Halle (Saale) ) war ein deutscher Bildhauer und Grafiker.

## Leben und Wirken

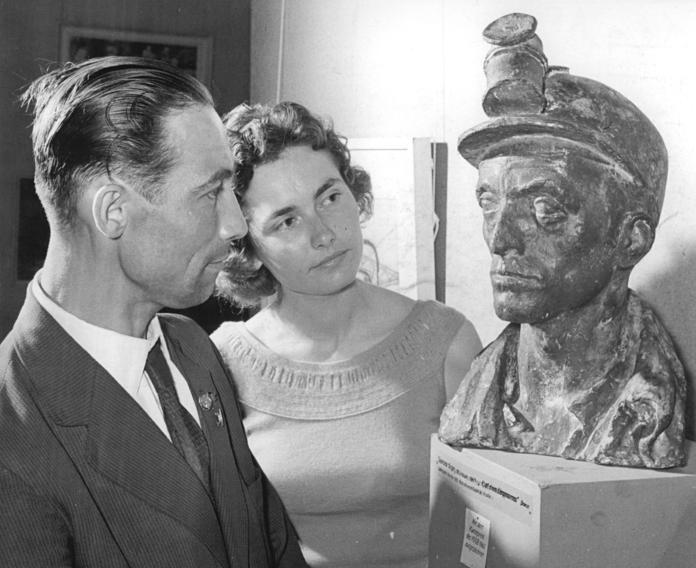
Geyers „Kopf eines Bergmanns“ wurde 1960 mit dem Kunstpreis des FDGB ausgezeichnet

Geyer studierte von 1930 bis 1933 an der Kunstgewerbeschule Burg Giebichenstein in Halle/Saale Bildhauerei bei Gustav Weidanz. Danach arbeitete er freischaffend als Bildhauer. In der Zeit des Nationalsozialismus war er obligatorisches Mitglied der Reichskammer der bildenden Künste. Belegt ist seine Teilnahme an den Ausstellungen Junges Kunstschaffen der Gaue Halle-Merseburg, Magdeburg-Anhalt und Thüringen (1940) und Plastik der Gegenwart (1941) in Halle.
Ab 1941 nahm Geyer als Soldat der Wehrmacht am Zweiten Weltkrieg teil. 1946 kam er aus der Kriegsgefangenschaft wieder nach Halle und begann er erneut freischaffend mit der bildhauerischen und plastischen Arbeit. Geyer wurde einer der bedeutendsten und meistgeehrten Bildhauer der DDR. Er hatte in der DDR und im Ausland eine große Zahl von Einzelausstellungen und Ausstellungsbeteiligungen, u. a. von 1949 bis 1988 an allen Deutschen Kunstausstellungen bzw. Kunstausstellungen der DDR in Dresden.
Geyer konnte in den 1950er Jahren Studienreisen nach Bulgarien, Rumänien, Ghana und Guinea machen, was in der Thematik einiger Plastiken zu beobachten ist.
Als Künstlerkollege war Karl Völker mit ihm vertraut und befreundet. Für ihn schuf Geyer 1951 ein Porträt aus Bronze.
1965 wurde Geyer zum Ordentlichen Mitglied der Akademie der Künste Berlin (Ost) ernannt. So konnte er Erfahrungen auch an jüngere Meisterschüler weitergeben.

Von seinen Arbeiten sind die meisten Bronzeplastiken. Er fertigte auch einige Medaillen an. Ebenso zeichnete und radierte er auch.

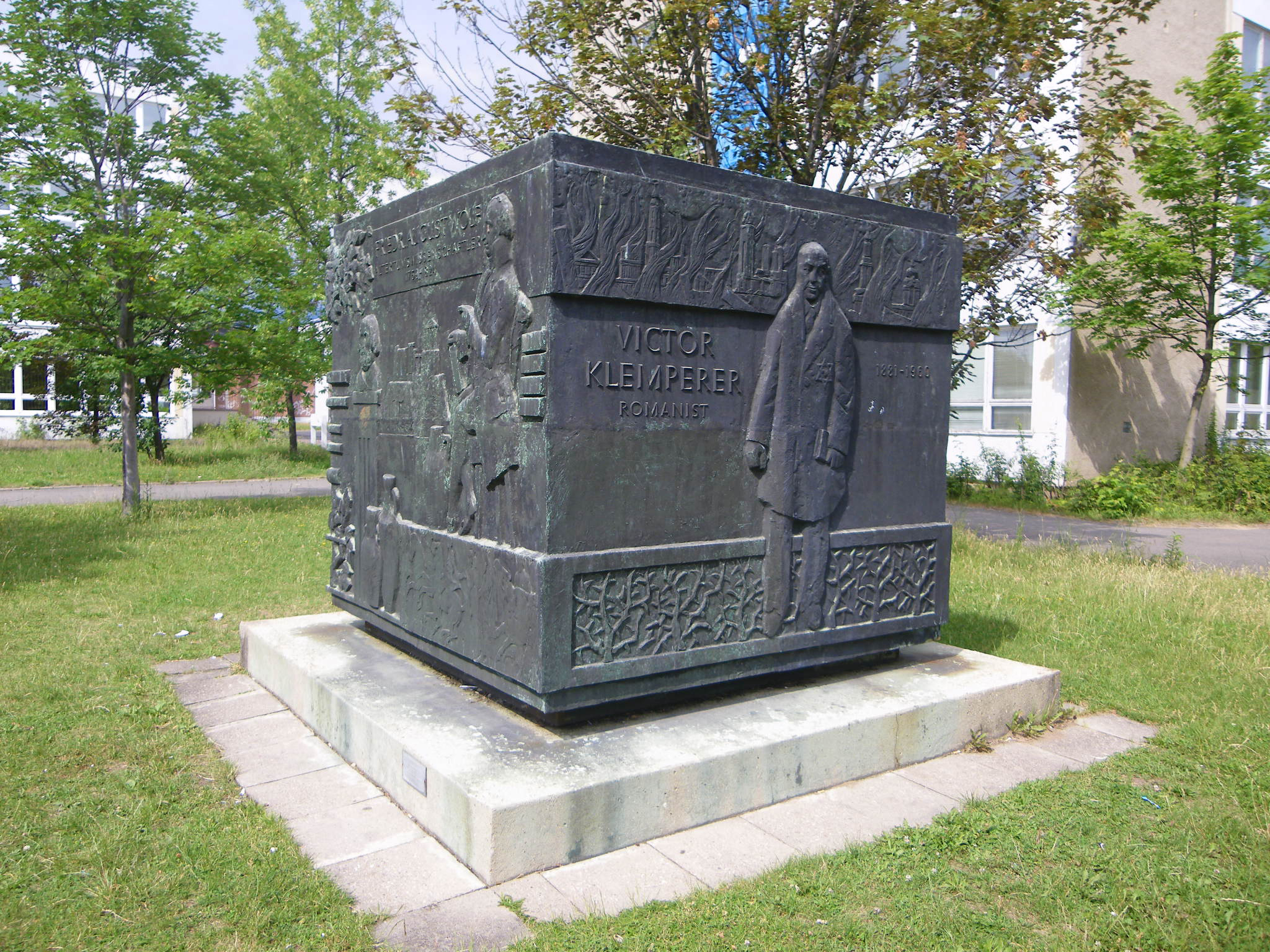
Wissenschaftler-Würfel

Von den Arbeiten, die im öffentlichen Raum stehen, sind besonders die Bronzeplastik zu Matthias Grünewald in Halle, der sogenannte „Wissenschaftler-Würfel“ (vier Reliefs der halleschen Wissenschaftler Friedrich August Wolf, Georg Cantor, Georg Ernst Stahl und Victor Klemperer) in Halle-Neustadt und das Albert-Schweitzer-Denkmal am Kegelplatz in Weimar hervorzuheben. Allein in Halle befinden sich ein Dutzend Plastiken und Reliefs von Geyer im öffentlichen Raum. Im umliegenden Saalekreis schuf er Kunstwerke und Denkmäler u. a. in Merseburg, Schkopau oder Braunsbedra. Im Plastik-Park Leuna wurden drei seiner Werke aufgestellt: die Afrikanerin mit Kind, die Kopfbüste Mansfelder Bergmann und die Anne Frank-Plastik. Daneben befinden sich in Dessau, Sangerhausen, Berlin, Erfurt und anderen Städten Plastiken Geyers.
Zwei seiner Werke, Musizierende Mädchen (1956) und Pelikan (1960), sind in der Ausstellung „Kunstraum Innenstadt – Skulpturensammlung der Waldsiedlung Bernau“ zu sehen. Das im Jahr 1990 abgebaute Denkmal Kleiner Trompeter wird mittlerweile im Stadtmuseum Halle ausgestellt.
Gerhard Geyer war mit Gisela Geyer (* 1920) verheiratet.

## Preise

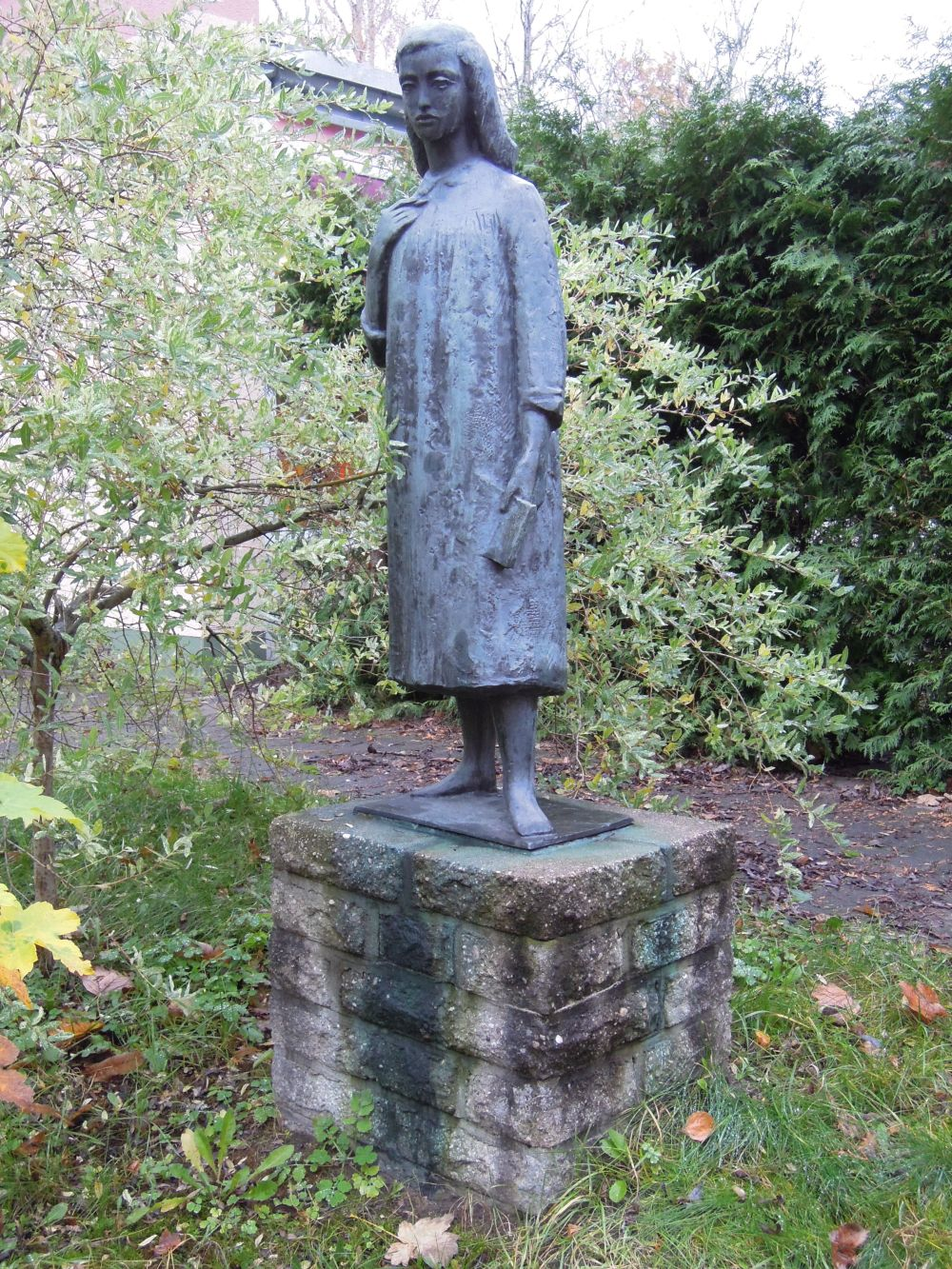
Anne Frank-Denkmal, 1960, von Gerhard Geyer, in Berlin

- 1953, 1954 und 1973: Kunstpreis der Stadt Halle
- 1959: Kunstpreis der DDR für sein Gesamtwerk
- 1960 und 1962: Kunstpreis des FDGB
- 1964: Nationalpreis der DDR III. Klasse
- 1967: Kunstpreis des DTSB
- 1970: Kunstpreis der Gesellschaft für Deutsch-Sowjetische Freundschaft
- 1977: Händelpreis des Bezirkes Halle
- 1977: Johannes-R.-Becher-Medaille in Gold
- 1979: Wilhelm-Müller-Kunstpreis der Stadt Dessau
- 1987: Vaterländischer Verdienstorden in Gold

## Öffentliche Sammlungen und Museen mit Werken Geyers (unvollständig)
- Nationalgalerie Berlin
- Skulpturensammlung Dresden[16]
- Otto-Dix-Haus Gera (Zeichnungen)
- Kunstmuseum Moritzburg Halle/Saale